# 厄瓜多尔华侨华人联合会
厄瓜多尔华侨华人联合会，简称华联会，2006年7月在厄瓜多尔首都基多成立的华侨社团组织，致力于团结在厄华侨华人，维护华侨华人的合法权益，提高华侨华人的政治、经济和社会地位，弘扬中华文化，推动中国和平统一等。

## 历史
2006年7月19日，厄瓜多尔华侨华人联合会在基多正式成立，杨溥桓为首位会长。出席成立大会的有中国驻厄瓜多尔大使馆主要官员、中资机构代表，以及厄瓜多尔中国和平统一促进会、厄瓜多尔联谊会等侨团代表等。
2008年5月12日四川汶川大地震发生后，华联会曾呼吁侨胞为灾区群众捐款，截至5月19日晚，中国驻厄使馆收到在厄华人华侨捐款共计63176美元。
2009年5月13日，华联会和基多华侨联谊会合并，潘坤平在合并大会上当选华联会和厄瓜多尔中国和平统一促进会的新一任会长。
2019冠状病毒病疫情期间，华联会曾积极配合中国驻厄使馆发放“健康包”和“春节包”、实施“春苗行动”等。2021年11月，华联会等侨团在基多北部的赤道纪念碑园区举行活动，祝愿2022年北京冬奥会、冬残奥会圆满成功。

## 历任负责人
| 届次 | 姓名   | 任职时间                    | 备注          |
| ---- | ------ | --------------------------- | ------------- |
| 1    | 杨溥桓 | 2006年7月19日—              | 永久名誉会长  |
|      | 潘坤平 | 2009年5月13日—              | [ 11 ]        |
| 16   | 潘坤平 | —2015年5月30日              | [ 12 ]        |
| 17   | 徐涛   | 2015年5月31日—2019年1月26日 | [ 13 ] [ 14 ] |
| 18   | 徐涛   | 2019年1月27日—2021年9月18日 | [ 14 ] [ 2 ]  |
| 19   | 李永星 | 2021年9月19日—              | [ 2 ] [ 15 ]  |